# Kaczki z Nowej Paczki

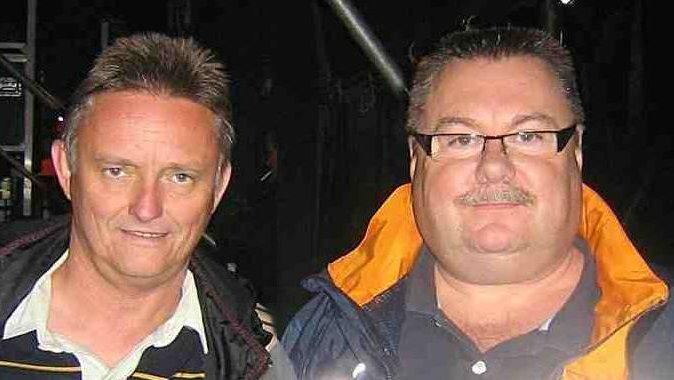
Kabaret w 2008 r.

Kaczki z Nowej Paczki – polski kabaret piosenki założony w 1982 roku. Popularność przyniosły grupie piosenki, takie jak: „Dziubdziub”, „Luśka” czy „Piosenka wariata”, a także realizowane dla programu 3 Polskiego Radia (1984-1986), satyryczne audycje radiowe z cyklu „Obmowa” oraz liczne programy telewizyjne.

## Historia
Założycielami grupy byli: Andrzej Brzozowski, Mateusz Iwaszczyszyn (1982-1986), bracia Andrzej i Zbigniew Rojek (wcześniej w zespole Trzeci Oddech Kaczuchy) oraz Wojciech Sobol (1982-1986). Następnie dołączyli do nich: Ewa Cichocka (wcześniej Banach) (1982-1985), Waldemar Chyliński (1982-1985), Andrzej Swacyna (1982-1985), Stefan Brzozowski (1982-1985) oraz Mirosława Kamińska jako kierownik organizacyjny i dziennikarz muzyczny Rafał Wagnerowski jako rzecznik prasowy. Po śmierci Zbigniewa Rojka do kabaretu powrócił Mirosław Łoszewski – gitarzysta, kompozytor, autor tekstów oraz dołączył Andrzej Nowicki – gitarzysta. Od kwietnia 2014 roku zespół występuje w składzie: Andrzej Zb. Brzozowski (leader, solista, autor tekstów, śpiew), Andrzej Kulczyński (gitara basowa, śpiew), Andrzej Nowicki (gitara elektryczna). Ponadto z zespołem współpracuje satyryk Wiesław Nideraus (monologi, skecze) oraz Darek Szweda (kompozytor i aranżer).
Pierwszy publiczny występ zespołu datuje się na 9 września 1982 w sali koncertowej NOT w Olsztynie („Ameryka, Ameryka”).

## Nagrody
- 1983 – nagroda główna w konkursie Ogólnopolskie Spotkania Estradowe OSET’83 w Rzeszowie oraz tytuł „Nowość Estrady”,
- 1983 – nagroda dziennikarzy „Złoty Gwóźdź” w konkursie Ogólnopolskie Spotkania Estradowe OSET’83 w Rzeszowie – za piosenkę o Bolku i Lolku, czyli „Przysłowie niedźwiedzie”,
- 1984 – 2 nagroda w konkursie piosenki kabaretowej na Festiwalu Piosenki Polskiej w Opolu,
- 1984 – 1 nagroda w konkursie firm fonograficznych na Festiwalu Piosenki Polskiej w Opolu (reprezentowali Polskie Nagrania).
- 2001 – odznaka Zasłużony Działacz Kultury Ministra Kultury i Dziedzictwa Narodowego,
- 2001 – Andrzej Brzozowski otrzymuje po raz drugi odznakę „Zasłużony Działacz Kultury” za wkład i zaangażowanie w rozwój niezależnej kultury polskiej,
- 2006 – Andrzej Brzozowski otrzymuje 3 nagrodę na ogólnopolskim konkursie satyrycznym „O Grudę Bursztynu” (w poprzednim roku wyróżnienie)
- 2006 – Andrzej Brzozowski otrzymuje nagrodę specjalną na ogólnopolskim konkursie satyrycznym w Głogowie
- 2012 – Andrzej Brzozowski otrzymuje Srebrny Krzyż Zasługi nadany przez Prezydenta RP[2]
- 2015 – Andrzej Brzozowski zostaje odznaczony przez Ministra Kultury i Dziedzictwa Narodowego odznaką honorową „Zasłużony dla Kultury Polskiej”

## Dyskografia
- 1984 – Greps – winylowa płyta długogrająca wyróżniona Złotą Płytą
- 1991 – Kto widział Dziubdziuba – winylowa płyta długogrająca
- 2004 – Chiciory – przeboje XX-lecia zespołu – płyta CD
- 2005 – Dziubdziub – płyta CD z piosenkami dla dzieci
- 2005 – The Best – płyta C
- 2008 – Szuwarowe Kaczki z Nowej Paczki – płyta CD (dodatek do miesięcznika „Nowe Życie Olsztyna”)
- 2010 – Parodie i pastisze – płyta CD
- 2012 – Zbyszek – płyta CD (poświęcona pamięci Zbyszka Rojka, na której są jego autorskie kompozycje i wykonania)[3]
- 2016 – Kulturalny człowiek – płyta CD
- 2019 – Benefis – płyta CD (album podwójny)

## Najpopularniejsze przeboje
- „Dziubdziub”[4]
- „Piosenka wariata”[4]
- „Gruba Luśka”
- „To idzie fala”
- „Nad naszą wsią”[4]